# Dapaong
Dapaong é uma cidade do norte do Togo, perto da fronteira com Burkina-Faso, estando a 538 km da capital Lomé, sendo a capital da Região de Savanes. Tem uma população de 58,071 habitantes no censo de 2010.

## Economia
A cidade possui uma localização favorável devido a proximidade com três fronteiras nacionais, entre elas os países do oeste africano de Burkina Faso, Níger e Benin, Essa proximidade faz a cidade ser um importante centro comercial de trocas de mercadorias manufaturadas e de atividades primarias, como a agricultura de milho, tomate e algodão.